# ستيف دافنبورت
ستيف دافنبورت (بالإنجليزية: Steve Davenport)‏ هو لاعب كرة قدم أمريكية أمريكي، ولد في 3 مايو 1967 في أتلانتا في الولايات المتحدة.